# (26645) 2000 JJ66
2000 جاي جاي 66 (ويعرف أيضًا باسم (26645) 2000 جاي جاي 66 وفق تسمية الكوكب الصغير) (بالإنجليزية: 2000 JJ66)‏ هو كويكب ضمن حزام الكويكبات؛ وترتيبه 26645 من حيث الاكتشاف.
اكتُشف هذا الجُرم الفلكي بواسطة بحث لنكولن عن الكويكبات القريبة من الأرض في 6 مايو 2000.

## وصلات خارجية
- (26645) 2000 JJ66 في قاعدة بيانات مختبر الدفع النفاث لأجرام النظام الشمسي الصغيرة

- الاكتشاف · مخطط المدار ·  العناصر المدارية · المعلمات المادية

- (26645) 2000 JJ66 على موقع ويكي سكاي: DSS2, SDSS, GALEX, IRAS, Hydrogen α, X-Ray, Astrophoto, Sky Map, Articles and images